# ドミトリー・クズネツォフ
ドミトリー・ヴィクトロヴィチ・クズネツォフ（ロシア語: Дмитрий Викторович Кузнецов, 1965年8月28日- ）は、現ロシア・モスクワ出身の元サッカー選手。現役時代のポジションはディフェンダー、ミッドフィールダー。

## 来歴

### クラブ
1965年、現ロシアの首都モスクワで生まれ、FShMのユースに在籍をした。1984年、PFC CSKAモスクワでキャリアをスタートさせた。1991年にはキャプテンとしてソビエト連邦サッカーリーグとUSSRカップの2冠達成に貢献した。1991年の退団後はスペインのRCDエスパニョールに入団をして、イーゴリ・コルネーエフ、ドミトリー・ガリャーミンらと共にプレー。
2002年にFCヴォルガル・ガスプロムにて引退をした。

### 指導者
引退後はフットサルクラブのノリリスキー・ニッケルにてコーチとして働いた。2007-2008にはFCニジニ・ノヴゴロドの指揮を執った。